# Sinan Kaloğlu
Sinan Kaloğlu (Tunceli, 10 giugno 1981) è un allenatore di calcio ed ex calciatore turco, di ruolo attaccante.